# ميلان ميلينكوفيتش
ميلان ميلينكوفيتش هو لاعب كرة قدم صربي في مركز الدفاع، ولد في 4 مايو 1992 في أريلييه في صربيا. شارك مع منتخب صربيا تحت 21 سنة لكرة القدم. أما مع النوادي، فقد لعب مع نادي فويفودينا ونادي ياغودينا.

## وصلات خارجية
- ميلان ميلينكوفيتش على موقع قاعدة بيانات كرة القدم.إي يو (الإنجليزية)
- ميلان ميلينكوفيتش على موقع Soccerway.com (الإنجليزية)
- ميلان ميلينكوفيتش على موقع عالم كرة القدم.نت (الإنجليزية)